# Gardenia imperialis
Espèce
Statut de conservation UICN

 LC  : Préoccupation mineure
Gardenia imperialis est une espèce de plantes à fleurs de la famille des Rubiaceae. Il s'agit d'un arbre de taille petite à moyenne que l'on trouve dans les savanes marécageuses ou les forêts d'Afrique tropicale.

## Répartition
Ce taxon se rencontre dans les pays suivants : Angola, Burkina Faso, Burundi, Bénin, Cameroun, Côte d'Ivoire, Gabon, Gambie, Ghana, Guinée équatoriale, Guinée-Bissau, Guinée, Liberia, Malawi, Mali, Mozambique, Nigeria, Ouganda, République centrafricaine, République du Congo, République démocratique du Congo, Sierra Leone, Sénégal, Tanzanie, Zambie, Zimbabwe.

## Liste des sous-espèces
Selon GBIF (11 avril 2022) :
- Gardenia imperialis subsp. imperialis
- Gardenia imperialis subsp. physophylla (K.Schum.) L.Pauwels